# Toponimi della Sardegna

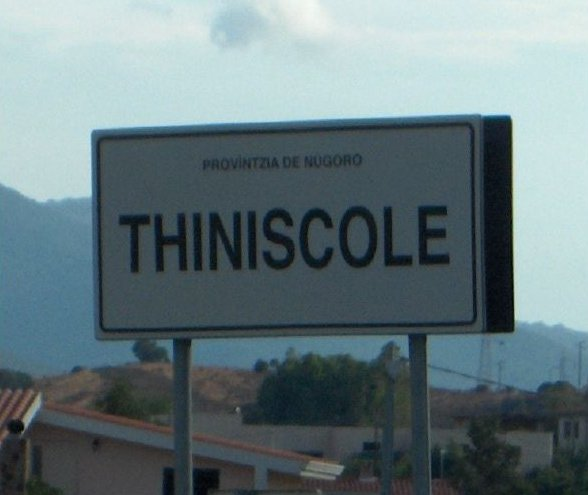
Segnale stradale in sardo indicante l'ingresso nel centro abitato di Thiniscole (Siniscola)

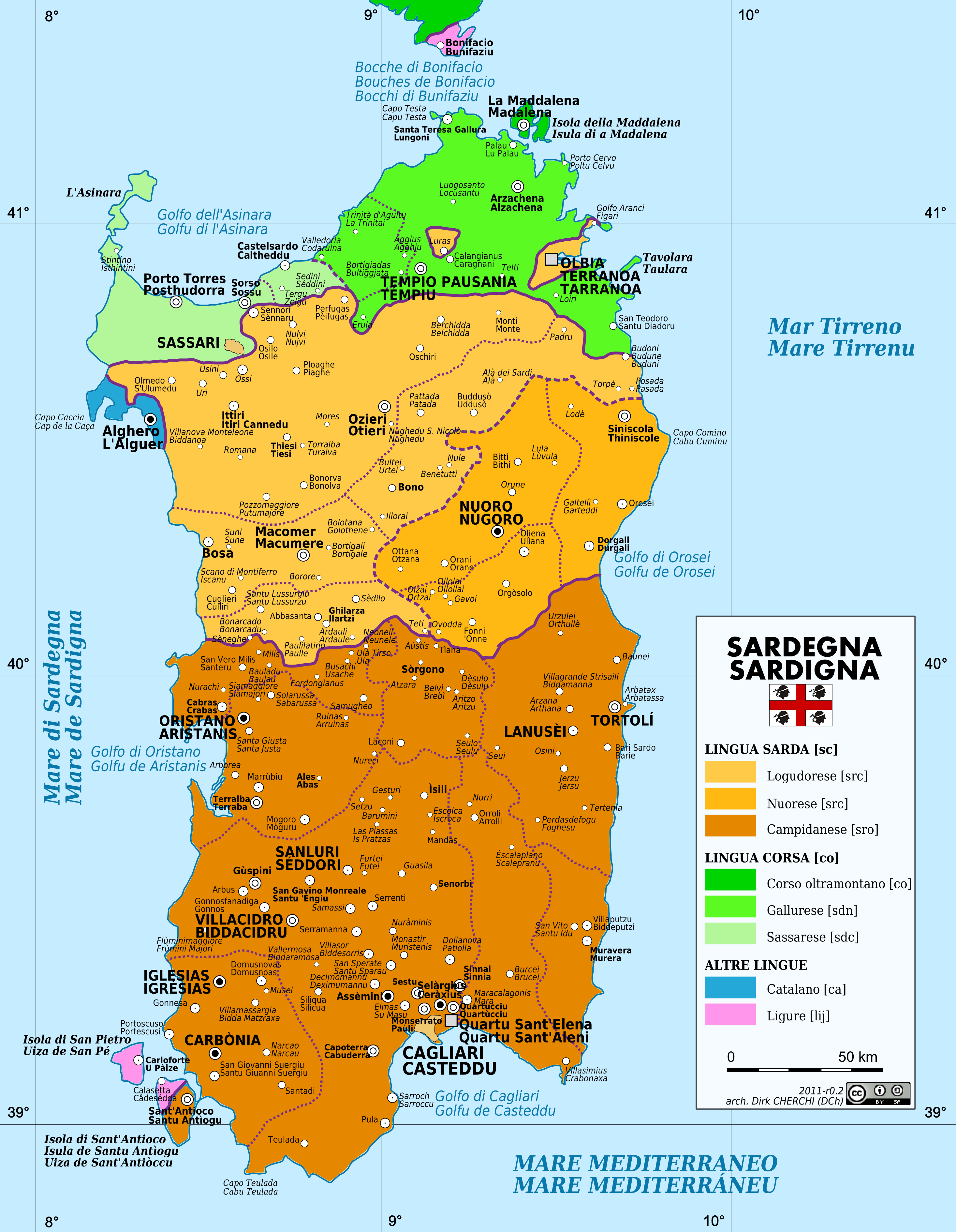
Carta linguistica bilingue della Sardegna

I toponimi della Sardegna, fatta eccezione per le principali città dell'isola, riportano spesso come ufficiale la denominazione in lingua sarda (questo fenomeno in Italia è comune solo alla Valle d'Aosta) trascritta secondo la fonetica iberica o italiana. Altri comuni hanno invece la doppia denominazione, quella ufficiale e quella usata in sardo. In altri casi il nome in sardo deve ancora essere ufficializzato tramite delibera comunale e l'apposizione dei corrispondenti cartelli di segnaletica. Viene elencata di seguito la denominazione ufficiale dei luoghi geografici seguita dalla rispettiva versione nelle lingue locali.

## Città

### Capoluoghi di provincia
- Cagliari / Casteddu;
- Carbonia / Carbònia - Crabònia e Iglesias / Igrèsias - Bidd'e Crèsia;
- Nùoro / Nùgoro;
- Olbia / Terranoa / Tarranoa (gallurese) e Tempio Pausania / Tèmpiu;
- Oristano / Aristanis;
- Sassari / Sassari (sassarese) / Thàtari (logudorese);
- Tortolì e Lanusei / Lanusè;
- Villacidro / Biddacidru e Sanluri / Seddòri.

### Città storiche e maggiori
Città storiche regie e sabaude o maggiori di 20 000 abitanti:
- CA:
  - Assemini / Assèmini;
  - Capoterra / Cabuderra;
  - Monserrato / Pauli;
  - Quartu Sant'Elena / Cuartu Sant'Aleni;
  - Selargius / Ceraxius.
- OR: 
  - Bosa.
- SS:
  - Alghero / L'Alguer (catalano) / S'Alighera (logudorese-campidanese) / L'Aliera (sassarese);
  - Castelsardo / Castheddu (castellanese);
  - Ozieri / Otieri;
  - Porto Torres / Posthudorra (sassarese).

## Comuni
Nelle tabelle sono riportati i toponimi, in lingua sarda e in quelle locali, dei comuni della Regione Sardegna suddivisi per provincia (da nord a sud). Sono inoltre specificati i comuni formalmente delimitati di lingua minoritaria ai sensi dell'art. 3 della Legge n. 482/1999 e quelli per i quali il toponimo è stato formalmente adottato ai sensi dell'art. 10 della Legge n. 482/1999, contrassegnando in carattere normale i toponimi ufficiali (come riportati negli atti) e in corsivo quelli non ancora formalizzati (desunti dalla bibliografia e da altre fonti comunali).

### Provincia della Gallura Nord-Est Sardegna - Pruvincia di Gaddùra Nord-Est Saldìgna - Provìntzia de Gaddùra Nord-Est Sardìgna
Provincia della Gallura Nord-Est Sardegna - Pruvincia di Gaddùra Nord-Est Saldìgna - Provìntzia de Gaddùra Nord-Est Sardìgna
| Toponimo ufficiale         | Toponimo in sardo             | Delimitazione ambito di tutela | Approvazione del toponimo | Note                                |
| -------------------------- | ----------------------------- | ------------------------------ | ------------------------- | ----------------------------------- |
| Aggius                     | Àgghju                        | [ 2 ] [ 3 ]                    |                           | Comune di parlata gallurese         |
| Aglientu                   | Santu Franciscu di l'Aglientu |                                |                           | Comune di parlata gallurese         |
| Alà dei Sardi              | Alà                           |                                |                           |                                     |
| Arzachena                  | Alzachena                     | [ 2 ] [ 3 ]                    | [ 4 ] [ 5 ]               | Comune di parlata gallurese         |
| Badesi                     | Badesi                        |                                | [ 4 ] [ 6 ]               | Comune di parlata gallurese         |
| Berchidda                  | Belchidda                     |                                | [ 4 ] [ 7 ]               |                                     |
| Bortigiadas                | Bultiggjata                   |                                | [ 4 ] [ 8 ]               | Comune di parlata gallurese         |
| Buddusò                    | Uddusò                        |                                |                           |                                     |
| Budoni                     | Budune, Buduni                | [ 3 ] [ 9 ]                    | [ 4 ] [ 10 ]              | Comune di parlata sarda e gallurese |
| Calangianus                | Caragnani                     |                                | [ 4 ] [ 11 ]              | Comune di parlata gallurese         |
| Golfo Aranci               | Fìgari                        | [ 3 ]                          | [ 4 ] [ 12 ]              | Comune di parlata gallurese         |
| La Maddalena               | Madalena                      | [ 2 ] [ 3 ]                    | [ 4 ] [ 13 ]              | Comune di parlata corso-gallurese   |
| Loiri Porto San Paolo      | Lòiri-Poltu San Pàulu         | [ 2 ] [ 3 ]                    | [ 4 ] [ 14 ]              | Comune di parlata gallurese         |
| Luogosanto                 | Locusantu                     | [ 2 ] [ 3 ]                    |                           | Comune di parlata gallurese         |
| Luras                      | Luras, Luris                  | [ 2 ] [ 3 ]                    | [ 4 ] [ 15 ]              |                                     |
| Monti                      | Monte                         | [ 3 ]                          | [ 4 ] [ 16 ]              |                                     |
| Olbia                      | Terranoa, Tarranoa            | [ 2 ] [ 3 ]                    |                           | Comune di parlata sarda e gallurese |
| Oschiri                    | Óschiri                       |                                |                           |                                     |
| Padru                      | Padru, Patru                  | [ 2 ] [ 3 ]                    | [ 4 ] [ 17 ]              | Comune di parlata sarda e gallurese |
| Palau                      | Lu Palau                      |                                | [ 4 ] [ 18 ]              | Comune di parlata gallurese         |
| Sant'Antonio di Gallura    | Sant'Antoni                   |                                |                           | Comune di parlata gallurese         |
| Santa Teresa Gallura       | Lungoni                       | [ 2 ] [ 3 ]                    |                           | Comune di parlata gallurese         |
| San Teodoro                | Santu Diadoru                 | [ 3 ] [ 9 ]                    |                           | Comune di parlata gallurese         |
| Telti                      | Telti                         | [ 2 ] [ 3 ]                    | [ 4 ] [ 19 ]              | Comune di parlata gallurese         |
| Tempio Pausania            | Tèmpiu                        |                                | [ 4 ] [ 20 ]              | Comune di parlata gallurese         |
| Trinità d'Agultu e Vignola | La Trinitai e Vignola         |                                |                           | Comune di parlata gallurese         |

### Città metropolitana di Sassari - Tziddai metroporitana di Sàssari - Tzitade metropolitana de Thàtari
Città metropolitana di Sassari - Tziddai metroporitana di Sàssari - Tzitade metropolitana de Thàtari
| Toponimo ufficiale     | Toponimo in sardo    | Delimitazione ambito di tutela | Approvazione del toponimo | Note                                |
| ---------------------- | -------------------- | ------------------------------ | ------------------------- | ----------------------------------- |
| Alghero                | L'Alguer, S'Alighera | [ 22 ]                         | [ 23 ] [ 24 ]             | Comune di parlata catalana          |
| Anela                  | Anela                | [ 2 ]                          |                           |                                     |
| Ardara                 | Àldara               | [ 2 ]                          |                           |                                     |
| Banari                 | Bànari               | [ 2 ]                          |                           |                                     |
| Benetutti              | Benetutti            | [ 2 ]                          |                           |                                     |
| Bessude                | Bessude              | [ 2 ]                          |                           |                                     |
| Bonnanaro              | Bunnànnaru           | [ 2 ]                          | [ 4 ] [ 25 ]              |                                     |
| Bono                   | Bono                 | [ 2 ]                          |                           |                                     |
| Bonorva                | Bonolva              | [ 2 ]                          |                           |                                     |
| Borutta                | Boruta               | [ 2 ]                          | [ 4 ] [ 26 ]              |                                     |
| Bottidda               | Bottidda             |                                |                           |                                     |
| Bultei                 | Urtei                | [ 2 ]                          | [ 4 ] [ 27 ]              |                                     |
| Bulzi                  | Bultzi               | [ 2 ]                          | [ 4 ] [ 28 ]              |                                     |
| Burgos                 | Su Burgu             |                                |                           |                                     |
| Cargeghe               | Carzeghe             |                                |                           |                                     |
| Castelsardo            | Calteddu             |                                |                           | Comune di parlata castellanese      |
| Cheremule              | Cherèmule            |                                |                           |                                     |
| Chiaramonti            | Tzaramonte           | [ 2 ]                          | [ 4 ] [ 31 ]              |                                     |
| Codrongianos           | Codronzanu           | [ 2 ]                          | [ 4 ] [ 32 ]              |                                     |
| Cossoine               | Cossoine             | [ 2 ]                          |                           |                                     |
| Erula                  | Èrula                | [ 2 ]                          |                           | Comune di parlata gallurese         |
| Esporlatu              | Isporlatu            | [ 2 ]                          |                           |                                     |
| Florinas               | Fiolinas             | [ 2 ]                          | [ 4 ] [ 33 ]              |                                     |
| Giave                  | Giave                |                                |                           |                                     |
| Illorai                | Illorai              | [ 2 ]                          |                           |                                     |
| Ittireddu              | Itireddu             |                                |                           |                                     |
| Ittiri                 | Itiri Cannedu        | [ 2 ]                          | [ 4 ] [ 34 ]              |                                     |
| Laerru                 | Laerru               |                                | [ 4 ] [ 35 ]              |                                     |
| Mara                   | Mara                 | [ 2 ]                          | [ 4 ] [ 36 ]              |                                     |
| Martis                 | Martis               |                                |                           |                                     |
| Monteleone Rocca Doria | Monteleone           |                                |                           |                                     |
| Mores                  | Mores                | [ 2 ]                          |                           |                                     |
| Muros                  | Muros                |                                | [ 4 ] [ 37 ]              |                                     |
| Nughedu San Nicolò     | Nughedu              | [ 2 ]                          |                           |                                     |
| Nule                   | Nule                 |                                | [ 4 ] [ 38 ]              |                                     |
| Nulvi                  | Nujvi                |                                | [ 4 ] [ 39 ]              |                                     |
| Olmedo                 | S'Ulumedu            | [ 2 ]                          |                           |                                     |
| Osilo                  | Ósile                | [ 2 ]                          |                           |                                     |
| Ossi                   | Ossi                 |                                |                           |                                     |
| Ozieri                 | Otieri               | [ 2 ]                          |                           |                                     |
| Padria                 | Pàdria               |                                | [ 4 ] [ 40 ]              |                                     |
| Pattada                | Patada               | [ 2 ]                          | [ 4 ] [ 41 ]              |                                     |
| Perfugas               | Pèifugas             |                                |                           |                                     |
| Ploaghe                | Piaghe               | [ 2 ]                          | [ 4 ] [ 42 ]              |                                     |
| Porto Torres           | Posthudorra          |                                | [ 4 ] [ 43 ]              | Comune di parlata sassarese         |
| Pozzomaggiore          | Putumajore           | [ 2 ]                          | [ 4 ] [ 44 ]              |                                     |
| Putifigari             | Potuvigari           |                                | [ 4 ] [ 45 ]              |                                     |
| Romana                 | Romana               | [ 2 ]                          |                           |                                     |
| Santa Maria Coghinas   | Cuzina               |                                | [ 4 ] [ 46 ]              | Comune di parlata gallurese         |
| Sassari                | Sassari, Tàtari      |                                |                           | Comune di parlata sassarese         |
| Sedini                 | Séddini              |                                | [ 4 ] [ 47 ]              | Comune di parlata sassarese         |
| Semestene              | Semèstene            |                                |                           |                                     |
| Sennori                | Sènnaru, Sènnari     |                                |                           | Comune di parlata sarda e sassarese |
| Siligo                 | Sìligo               | [ 2 ]                          | [ 4 ] [ 48 ]              |                                     |
| Sorso                  | Sossu                | [ 2 ]                          | [ 4 ] [ 49 ]              | Comune di parlata sassarese         |
| Stintino               | Isthintini           |                                | [ 4 ] [ 50 ]              | Comune di parlata sassarese         |
| Tergu                  | Zelgu                |                                | [ 4 ] [ 51 ]              | Comune di parlata sassarese         |
| Thiesi                 | Tiesi                | [ 2 ]                          |                           |                                     |
| Tissi                  | Tissi                | [ 2 ]                          | [ 4 ] [ 52 ]              |                                     |
| Torralba               | Turalva              |                                |                           |                                     |
| Tula                   | Tula                 |                                | [ 4 ] [ 53 ]              |                                     |
| Uri                    | Uri                  | [ 2 ]                          | [ 4 ] [ 54 ]              |                                     |
| Usini                  | Ùsini                | [ 2 ]                          | [ 4 ] [ 55 ]              |                                     |
| Valledoria             | Codaruina            |                                | [ 4 ] [ 56 ]              | Comune di parlata gallurese         |
| Viddalba               | Viddaècchja          |                                |                           | Comune di parlata gallurese         |
| Villanova Monteleone   | Biddanoa Monteleone  | [ 2 ]                          | [ 4 ] [ 57 ]              |                                     |

### Provincia di Nùoro - Provìntzia de Nùgoro

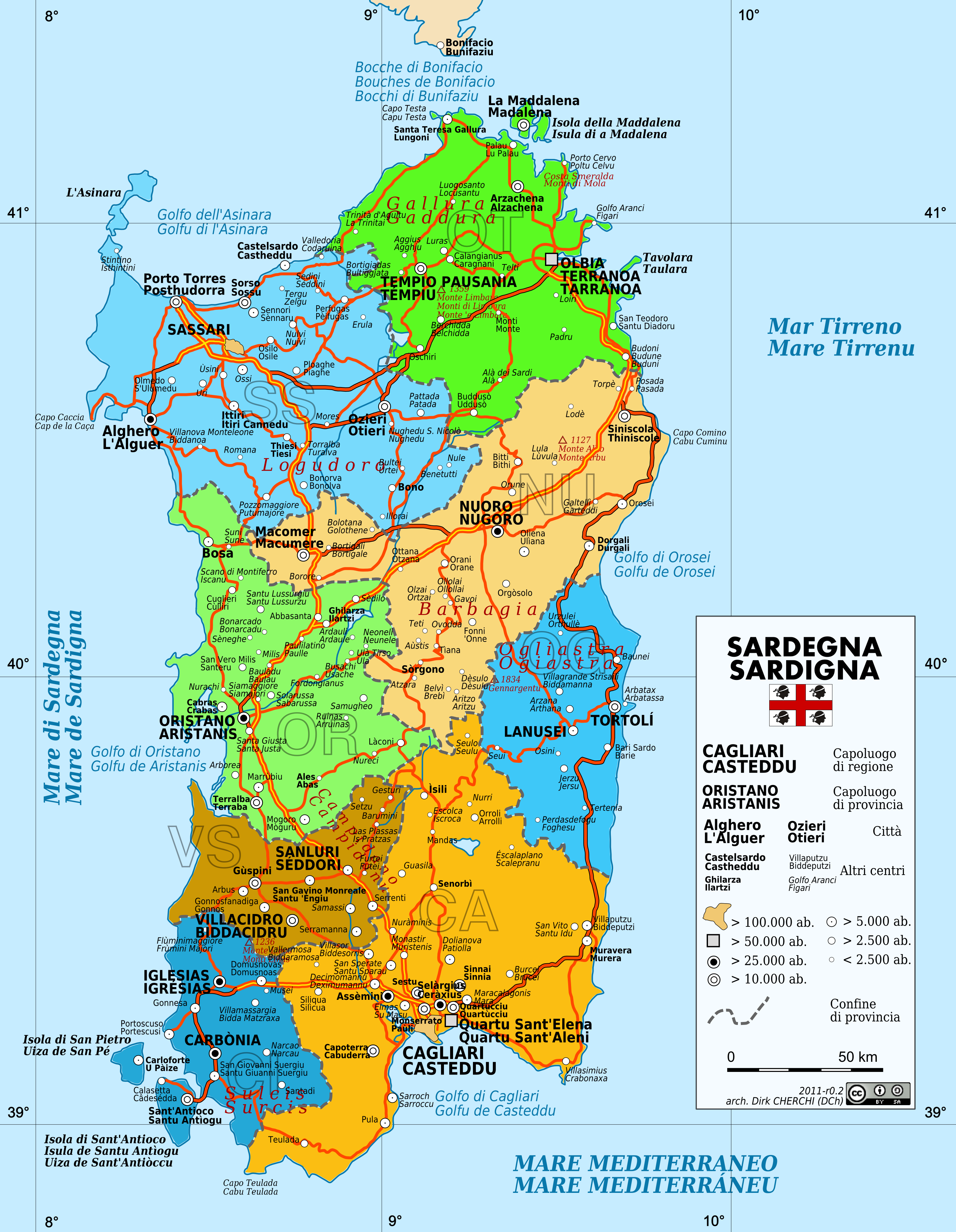
Carta amministrativa bilingue della Sardegna

Provincia di Nùoro - Provìntzia de Nùgoro
| Toponimo ufficiale | Toponimo in sardo | Delimitazione ambito di tutela | Approvazione del toponimo | Note |
| ------------------ | ----------------- | ------------------------------ | ------------------------- | ---- |
| Aritzo             | Aritzu            | [ 9 ]                          |                           |      |
| Atzara             | Atzara            | [ 9 ]                          |                           |      |
| Austis             | Austis            | [ 9 ]                          |                           |      |
| Belvì              | Brebì             | [ 9 ]                          | [ 4 ] [ 58 ]              |      |
| Birori             | Bìroro            | [ 9 ]                          |                           |      |
| Bitti              | Bitzi             | [ 9 ]                          |                           |      |
| Bolotana           | Golòthene         | [ 9 ]                          |                           |      |
| Borore             | Bòrore            | [ 9 ]                          |                           |      |
| Bortigali          | Bortigale         | [ 9 ]                          | [ 4 ] [ 59 ]              |      |
| Desulo             | Dèsulu            | [ 9 ]                          |                           |      |
| Dorgali            | Durgali           | [ 9 ]                          | [ 4 ] [ 60 ]              |      |
| Dualchi            | Duarche           | [ 9 ]                          | [ 4 ] [ 61 ]              |      |
| Fonni              | 'Onne             | [ 9 ]                          |                           |      |
| Gadoni             | Adoni             | [ 9 ]                          |                           |      |
| Galtellì           | Garteddi          | [ 9 ]                          | [ 4 ] [ 62 ]              |      |
| Gavoi              | Gavoi             | [ 9 ]                          |                           |      |
| Irgoli             | Irgoli            | [ 9 ]                          | [ 4 ] [ 63 ]              |      |
| Lei                | Lei               | [ 9 ]                          |                           |      |
| Loculi             | Lòcula            | [ 9 ]                          |                           |      |
| Lodè               | Lodè              | [ 9 ]                          | [ 4 ] [ 64 ]              |      |
| Lodine             | Lodine            | [ 9 ]                          |                           |      |
| Lula               | Lùvula            | [ 9 ]                          |                           |      |
| Macomer            | Macumere          | [ 9 ]                          | [ 4 ] [ 65 ]              |      |
| Mamoiada           | Mamujada          | [ 9 ]                          |                           |      |
| Meana Sardo        | Meana             | [ 9 ]                          |                           |      |
| Noragugume         | Naragùgume        | [ 9 ]                          |                           |      |
| Nuoro              | Nùgoro            | [ 9 ]                          | [ 4 ] [ 66 ]              |      |
| Oliena             | Ulìana            | [ 9 ]                          |                           |      |
| Ollolai            | Ollollai          | [ 9 ]                          | [ 4 ] [ 67 ]              |      |
| Olzai              | Ortzai            | [ 9 ]                          | [ 4 ] [ 68 ]              |      |
| Onanì              | Onanie            | [ 9 ]                          |                           |      |
| Onifai             | Oniai             | [ 9 ]                          |                           |      |
| Oniferi            | Onieri            | [ 9 ]                          |                           |      |
| Orani              | Orane             | [ 9 ]                          |                           |      |
| Orgosolo           | Orgòsolo          | [ 9 ]                          |                           |      |
| Orosei             | Orosei            | [ 9 ]                          |                           |      |
| Orotelli           | Oroteddi          | [ 9 ]                          |                           |      |
| Ortueri            | Ortueri           | [ 9 ]                          |                           |      |
| Orune              | Orune             | [ 9 ]                          |                           |      |
| Osidda             | Osidde            | [ 9 ]                          | [ 4 ] [ 69 ]              |      |
| Ottana             | Otzana            | [ 9 ]                          | [ 4 ] [ 70 ]              |      |
| Ovodda             | Ovodda            | [ 9 ]                          |                           |      |
| Posada             | Pasada            | [ 9 ]                          |                           |      |
| Sarule             | Sarule            | [ 9 ]                          |                           |      |
| Silanus            | Silanos           | [ 9 ]                          |                           |      |
| Sindia             | Sindia            | [ 9 ]                          | [ 4 ] [ 71 ]              |      |
| Siniscola          | Thiniscole        | [ 9 ]                          | [ 4 ] [ 72 ]              |      |
| Sorgono            | Sòrgono           | [ 9 ]                          |                           |      |
| Teti               | Teti              | [ 9 ]                          |                           |      |
| Tiana              | Tìana             | [ 9 ]                          |                           |      |
| Tonara             | Tonara            | [ 9 ]                          | [ 4 ] [ 73 ]              |      |
| Torpè              | Torpè             | [ 9 ]                          | [ 4 ] [ 74 ]              |      |

### Provincia di Oristano - Provìntzia de Aristànis
Provincia di Oristano - Provìntzia de Aristànis
| Toponimo ufficiale     | Toponimo in sardo    | Delimitazione ambito di tutela | Approvazione del toponimo | Note |
| ---------------------- | -------------------- | ------------------------------ | ------------------------- | ---- |
| Abbasanta              | Abbasanta            | [ 75 ]                         | [ 4 ] [ 76 ]              |      |
| Aidomaggiore           | Aidumajore           | [ 77 ]                         | [ 4 ] [ 78 ]              |      |
| Albagiara              | Ollasta              | [ 79 ]                         |                           |      |
| Ales                   | Abas                 | [ 80 ]                         |                           |      |
| Allai                  | Allai                | [ 75 ]                         |                           |      |
| Arborea                | Arborea              | [ 81 ]                         |                           |      |
| Ardauli                | Ardaule              | [ 82 ]                         | [ 4 ] [ 83 ]              |      |
| Assolo                 | Assolu               | [ 82 ]                         |                           |      |
| Asuni                  | Asuni                | [ 82 ]                         |                           |      |
| Baradili               | Bobadri              | [ 82 ]                         | [ 4 ] [ 84 ]              |      |
| Baratili San Pietro    | Boàtiri              | [ 79 ]                         |                           |      |
| Baressa                | Aressa               | [ 81 ]                         | [ 4 ] [ 85 ]              |      |
| Bauladu                | Baulau               | [ 75 ]                         |                           |      |
| Bidonì                 | Bidonì               | [ 79 ]                         |                           |      |
| Bonarcado              | Bonàrcadu            | [ 82 ]                         |                           |      |
| Boroneddu              | Boroneddu            | [ 75 ]                         |                           |      |
| Bosa                   | Bosa                 | [ 9 ]                          | [ 4 ] [ 86 ]              |      |
| Busachi                | Busache              |                                | [ 4 ] [ 87 ]              |      |
| Cabras                 | Crabas               | [ 80 ]                         | [ 4 ] [ 88 ]              |      |
| Cuglieri               | Cùllieri             | [ 80 ]                         |                           |      |
| Curcuris               | Crucuris             | [ 82 ]                         | [ 4 ] [ 89 ]              |      |
| Flussio                | Frussìo              | [ 9 ]                          |                           |      |
| Fordongianus           | Fordongianus         | [ 82 ]                         | [ 4 ] [ 90 ]              |      |
| Genoni                 | Geroni               |                                | [ 4 ] [ 91 ]              |      |
| Ghilarza               | Ilartzi              | [ 80 ]                         | [ 4 ] [ 92 ]              |      |
| Gonnoscodina           | Gonnacodina          | [ 79 ]                         |                           |      |
| Gonnosnò               | Gonnonò              | [ 82 ]                         |                           |      |
| Gonnostramatza         | Gonnotramatza        |                                |                           |      |
| Laconi                 | Làconi               |                                | [ 4 ] [ 93 ]              |      |
| Magomadas              | Magumadas            |                                |                           |      |
| Marrubiu               | Marrùbiu             | [ 79 ]                         | [ 4 ] [ 94 ]              |      |
| Masullas               | Masuddas             | [ 81 ]                         | [ 4 ] [ 95 ]              |      |
| Milis                  | Milis                | [ 75 ]                         | [ 4 ] [ 96 ]              |      |
| Modolo                 | Mòdolo               |                                | [ 4 ] [ 97 ]              |      |
| Mogorella              | Mogoredda            | [ 79 ]                         | [ 4 ] [ 98 ]              |      |
| Mogoro                 | Mòguru               | [ 80 ]                         | [ 4 ] [ 99 ]              |      |
| Montresta              | Montresta            | [ 9 ]                          |                           |      |
| Morgongiori            | Mragaxori            | [ 75 ]                         |                           |      |
| Narbolia               | Narabuia             | [ 80 ]                         |                           |      |
| Neoneli                | Neunele              | [ 75 ]                         |                           |      |
| Norbello               | Norghiddo            | [ 77 ]                         | [ 4 ] [ 100 ]             |      |
| Nughedu Santa Vittoria | Nughedu Santa Itòria | [ 81 ]                         |                           |      |
| Nurachi                | Nurachi              | [ 75 ]                         | [ 4 ] [ 101 ]             |      |
| Nureci                 | Nureci               |                                |                           |      |
| Ollastra               | Ollasta              | [ 75 ]                         | [ 4 ] [ 102 ]             |      |
| Oristano               | Aristanis            | [ 80 ]                         | [ 4 ] [ 103 ]             |      |
| Palmas Arborea         | Prammas              | [ 75 ]                         | [ 4 ] [ 104 ]             |      |
| Pau                    | Pau                  | [ 75 ]                         | [ 4 ] [ 105 ]             |      |
| Paulilatino            | Paulle               | [ 82 ]                         | [ 4 ] [ 106 ]             |      |
| Pompu                  | Pompu                | [ 81 ]                         | [ 4 ] [ 107 ]             |      |
| Riola Sardo            | Arriora              | [ 80 ]                         | [ 4 ] [ 108 ]             |      |
| Ruinas                 | Arruinas             | [ 77 ]                         | [ 4 ] [ 109 ]             |      |
| Sagama                 | Sàgama               |                                |                           |      |
| Samugheo               | Samugheo             | [ 80 ]                         |                           |      |
| San Nicolò d'Arcidano  | Arcidanu             | [ 81 ]                         | [ 4 ] [ 110 ]             |      |
| San Vero Milis         | Santeru              | [ 75 ]                         | [ 4 ] [ 111 ]             |      |
| Santa Giusta           | Santa Justa          | [ 75 ]                         | [ 4 ] [ 112 ]             |      |
| Santu Lussurgiu        | Santu Lussurzu       | [ 75 ]                         | [ 4 ] [ 113 ]             |      |
| Scano di Montiferro    | Iscanu               | [ 80 ]                         |                           |      |
| Sedilo                 | Sèdilo               | [ 82 ]                         |                           |      |
| Seneghe                | Sèneghe              | [ 82 ]                         |                           |      |
| Senis                  | Senis                | [ 79 ]                         |                           |      |
| Sennariolo             | Sinnariolo           | [ 81 ]                         | [ 4 ] [ 114 ]             |      |
| Siamaggiore            | Siamajori            | [ 81 ]                         |                           |      |
| Siamanna               | Siamanna             |                                |                           |      |
| Siapiccia              | Siapicia             |                                | [ 4 ] [ 115 ]             |      |
| Simala                 | Simaba               | [ 79 ]                         | [ 4 ] [ 116 ]             |      |
| Simaxis                | Simaghis             | [ 75 ]                         | [ 4 ] [ 117 ]             |      |
| Sini                   | Sini                 |                                |                           |      |
| Siris                  | Siris                | [ 118 ]                        | [ 4 ] [ 119 ]             |      |
| Soddì                  | Soddie               | [ 81 ]                         |                           |      |
| Solarussa              | Sabarussa            | [ 79 ]                         | [ 4 ] [ 120 ]             |      |
| Sorradile              | Sorradile            | [ 75 ]                         | [ 4 ] [ 121 ]             |      |
| Suni                   | Sune                 |                                |                           |      |
| Tadasuni               | Tadasune             | [ 81 ]                         | [ 4 ] [ 122 ]             |      |
| Terralba               | Terraba              | [ 82 ]                         | [ 4 ] [ 123 ]             |      |
| Tinnura                | Tinnura              | [ 9 ]                          |                           |      |
| Tramatza               | Tramatza             | [ 81 ]                         |                           |      |
| Tresnuraghes           | Tresnuraghes         | [ 80 ]                         |                           |      |
| Ula Tirso              | Ula                  | [ 79 ]                         |                           |      |
| Uras                   | Uras                 |                                | [ 4 ] [ 124 ]             |      |
| Usellus                | Useddus              | [ 79 ]                         |                           |      |
| Villa Sant'Antonio     | Sant'Antoni          | [ 82 ]                         |                           |      |
| Villa Verde            | Bannari              | [ 79 ]                         |                           |      |
| Villanova Truschedu    | Biddanoa             | [ 81 ]                         |                           |      |
| Villaurbana            | Biddobrana           | [ 75 ]                         | [ 4 ] [ 125 ]             |      |
| Zeddiani               | Zeddiani             | [ 81 ]                         | [ 4 ] [ 126 ]             |      |
| Zerfaliu               | Zrofollìu            | [ 79 ]                         | [ 4 ] [ 127 ]             |      |

### Provincia dell'Ogliastra - Provìntzia de s'Ogiastra
Provincia dell'Ogliastra - Provìntzia de s'Ogiastra
| Toponimo ufficiale    | Toponimo in sardo | Delimitazione ambito di tutela | Approvazione del toponimo | Note |
| --------------------- | ----------------- | ------------------------------ | ------------------------- | ---- |
| Arzana                | Àrthana           | [ 9 ]                          |                           |      |
| Bari Sardo            | Barì              | [ 9 ]                          | [ 4 ] [ 128 ]             |      |
| Baunei                | Baunei            | [ 9 ]                          | [ 4 ] [ 129 ]             |      |
| Cardedu               | Cardedu           | [ 9 ]                          |                           |      |
| Elini                 | Elini             | [ 9 ]                          |                           |      |
| Gairo                 | Gàiru             | [ 9 ]                          | [ 4 ] [ 130 ]             |      |
| Girasole              | Gelisuli          | [ 9 ]                          | [ 4 ] [ 131 ]             |      |
| Ilbono                | Irbono            | [ 9 ]                          |                           |      |
| Jerzu                 | Jersu             |                                |                           |      |
| Lanusei               | Lanusè            | [ 9 ]                          | [ 4 ] [ 132 ]             |      |
| Loceri                | Loceri            |                                |                           |      |
| Lotzorai              | Lotzorai          | [ 9 ]                          |                           |      |
| Osini                 | Òsini             | [ 9 ]                          | [ 4 ] [ 133 ]             |      |
| Perdasdefogu          | Foghesu           |                                | [ 4 ] [ 134 ]             |      |
| Seui                  | Seui              | [ 9 ]                          | [ 4 ] [ 135 ]             |      |
| Talana                | Talana            |                                |                           |      |
| Tertenia              | Tertenia          | [ 9 ]                          |                           |      |
| Tortolì               | Tortolì           | [ 9 ]                          | [ 4 ] [ 136 ]             |      |
| Triei                 | Triei             |                                | [ 4 ] [ 137 ]             |      |
| Ulassai               | Ulassa            | [ 9 ]                          |                           |      |
| Urzulei               | Orthullè          | [ 9 ]                          | [ 4 ] [ 138 ]             |      |
| Ussassai              | Ussassa           |                                |                           |      |
| Villagrande Strisaili | Biddamanna        | [ 9 ]                          |                           |      |

### Provincia del Medio Campidano - Provìncia de su Campidanu de Mesu
Provincia del Medio Campidano - Provìncia de su Campidanu de Mesu
| Toponimo ufficiale  | Toponimo in sardo | Delimitazione ambito di tutela | Approvazione del toponimo | Note |
| ------------------- | ----------------- | ------------------------------ | ------------------------- | ---- |
| Arbus               | Arbus             | [ 139 ]                        |                           |      |
| Barumini            | Barùmini          |                                |                           |      |
| Collinas            | Forru             | [ 139 ]                        |                           |      |
| Furtei              | Futei             | [ 139 ]                        |                           |      |
| Genuri              | Giauni            | [ 139 ]                        |                           |      |
| Gesturi             | Gèsturi           |                                |                           |      |
| Gonnosfanadiga      | Gonnos            | [ 139 ]                        | [ 4 ] [ 140 ]             |      |
| Guspini             | Gùspini           | [ 139 ]                        | [ 4 ] [ 141 ]             |      |
| Las Plassas         | Is Pratzas        |                                |                           |      |
| Lunamatrona         | Lunamatrona       |                                |                           |      |
| Pabillonis          | Pabillonis        | [ 139 ]                        | [ 4 ] [ 142 ]             |      |
| Pauli Arbarei       | Pauli Arbarei     |                                |                           |      |
| Samassi             | Samassi           | [ 139 ]                        | [ 4 ] [ 143 ]             |      |
| San Gavino Monreale | Santu 'Èngiu      |                                | [ 4 ] [ 144 ]             |      |
| Sanluri             | Seddori           |                                | [ 4 ] [ 145 ]             |      |
| Sardara             | Sardara           | [ 139 ]                        | [ 4 ] [ 146 ]             |      |
| Segariu             | Segariu           |                                | [ 4 ] [ 147 ]             |      |
| Serramanna          | Serramanna        |                                |                           |      |
| Serrenti            | Serrenti          | [ 139 ]                        | [ 4 ] [ 148 ]             |      |
| Setzu               | Setzu             | [ 139 ]                        |                           |      |
| Siddi               | Siddi             | [ 139 ]                        |                           |      |
| Tuili               | Tuili             |                                |                           |      |
| Turri               | Turri             | [ 139 ]                        |                           |      |
| Ussaramanna         | Ussaramanna       | [ 139 ]                        | [ 4 ] [ 149 ]             |      |
| Villacidro          | Biddacidru        | [ 139 ]                        | [ 4 ] [ 150 ]             |      |
| Villamar            | Mara Arbarei      | [ 139 ]                        | [ 4 ] [ 151 ]             |      |
| Villanovaforru      | Biddanoa de Forru |                                | [ 4 ] [ 152 ]             |      |
| Villanovafranca     | Biddanoa Franca   |                                |                           |      |

### Città metropolitana di Cagliari - Tzitadi metropolitana de Casteddu
Città metropolitana di Cagliari - Tzitadi metropolitana de Casteddu
| Toponimo ufficiale | Toponimo in sardo     | Delimitazione ambito di tutela | Approvazione del toponimo | Note |
| ------------------ | --------------------- | ------------------------------ | ------------------------- | ---- |
| Armungia           | Armùngia              | [ 139 ]                        |                           |      |
| Assemini           | Assèmini              |                                |                           |      |
| Ballao             | Ballau                | [ 139 ]                        |                           |      |
| Barrali            | Barrali               | [ 139 ]                        |                           |      |
| Burcei             | Brucei                | [ 139 ]                        |                           |      |
| Cagliari           | Casteddu              | [ 153 ]                        | [ 4 ] [ 154 ]             |      |
| Capoterra          | Cabuderra             | [ 139 ]                        |                           |      |
| Castiadas          | Castiadas             |                                |                           |      |
| Decimomannu        | Deximumannu           |                                |                           |      |
| Decimoputzu        | Deximuputzu           | [ 139 ]                        |                           |      |
| Dolianova          | Patiolla              |                                | [ 4 ] [ 155 ]             |      |
| Domus de Maria     | Domus de Maria        |                                |                           |      |
| Donori             | Donori                |                                | [ 4 ] [ 156 ]             |      |
| Elmas              | Su Masu               | [ 139 ]                        | [ 4 ] [ 157 ]             |      |
| Escalaplano        | Scalepranu            |                                |                           |      |
| Escolca            | Iscroca               | [ 9 ]                          |                           |      |
| Esterzili          | Stersili              | [ 9 ]                          |                           |      |
| Gergei             | Gerxei                |                                |                           |      |
| Gesico             | Gèsigu                |                                |                           |      |
| Goni               | Goni                  | [ 139 ]                        |                           |      |
| Guamaggiore        | Gomajori              |                                |                           |      |
| Guasila            | Guasila               |                                |                           |      |
| Isili              | Isili                 | [ 139 ]                        |                           |      |
| Mandas             | Mandas                | [ 139 ]                        | [ 4 ] [ 158 ]             |      |
| Maracalagonis      | Mara                  |                                |                           |      |
| Monastir           | Muristeni             |                                |                           |      |
| Monserrato         | Pauli                 |                                | [ 4 ] [ 159 ]             |      |
| Muravera           | Murera                |                                |                           |      |
| Nuragus            | Nuragus               |                                |                           |      |
| Nurallao           | Nuradda               |                                |                           |      |
| Nuraminis          | Nuràminis             |                                | [ 4 ] [ 160 ]             |      |
| Nurri              | Nurri                 |                                |                           |      |
| Orroli             | Arrolli               |                                | [ 4 ] [ 161 ]             |      |
| Ortacesus          | Ortacesus             |                                | [ 4 ] [ 162 ]             |      |
| Pimentel           | Pramantellu           | [ 139 ]                        | [ 4 ] [ 163 ]             |      |
| Pula               | Pula                  |                                |                           |      |
| Quartu Sant'Elena  | Quartu Sant'Aleni     | [ 139 ]                        | [ 4 ] [ 164 ]             |      |
| Quartucciu         | Quartùcciu            | [ 139 ]                        | [ 4 ] [ 165 ]             |      |
| Sadali             | Sàdili                |                                | [ 4 ] [ 166 ]             |      |
| Samatzai           | Samatzai              |                                | [ 4 ] [ 167 ]             |      |
| San Basilio        | Santu 'Asili 'e Monti | [ 139 ]                        | [ 4 ] [ 168 ]             |      |
| San Nicolò Gerrei  | Pauli Gerrei          | [ 139 ]                        |                           |      |
| San Sperate        | Santu Sparau          | [ 139 ]                        | [ 4 ] [ 169 ]             |      |
| San Vito           | Santuidu              | [ 139 ]                        |                           |      |
| Sant'Andrea Frius  | Sant'Andria ‘e Frius  |                                | [ 4 ] [ 170 ]             |      |
| Sarroch            | Sarrocu               |                                |                           |      |
| Selargius          | Ceraxius              | [ 139 ]                        | [ 4 ] [ 171 ]             |      |
| Selegas            | Sèligas               |                                | [ 4 ] [ 172 ]             |      |
| Senorbì            | Senobrì               |                                |                           |      |
| Serdiana           | Serdiana              |                                | [ 4 ] [ 173 ]             |      |
| Serri              | Serri                 |                                | [ 4 ] [ 174 ]             |      |
| Sestu              | Sestu                 | [ 139 ]                        |                           |      |
| Settimo San Pietro | Sètimu                | [ 175 ]                        | [ 4 ] [ 176 ]             |      |
| Seulo              | Seulu                 |                                |                           |      |
| Siliqua            | Silìcua               | [ 139 ]                        | [ 4 ] [ 177 ]             |      |
| Silius             | Silius                | [ 139 ]                        |                           |      |
| Sinnai             | Sinnia                | [ 139 ]                        |                           |      |
| Siurgus Donigala   | Seurgus Donigala      |                                | [ 4 ] [ 178 ]             |      |
| Soleminis          | Solèminis             | [ 139 ]                        | [ 4 ] [ 179 ]             |      |
| Suelli             | Sueddi                |                                | [ 4 ] [ 180 ]             |      |
| Teulada            | Teulada               | [ 139 ]                        | [ 4 ] [ 181 ]             |      |
| Ussana             | Ùssana                | [ 139 ]                        | [ 4 ] [ 182 ]             |      |
| Uta                | Uda                   |                                |                           |      |
| Vallermosa         | Biddaramosa           |                                | [ 4 ] [ 183 ]             |      |
| Villa San Pietro   | Santu Perdu           |                                | [ 4 ] [ 184 ]             |      |
| Villanova Tulo     | Biddanoa 'e Tulu      |                                | [ 4 ] [ 185 ]             |      |
| Villaputzu         | Biddeputzi            | [ 139 ]                        |                           |      |
| Villasalto         | Biddesatu             | [ 139 ]                        | [ 4 ] [ 186 ]             |      |
| Villasimius        | Crabonaxa             |                                | [ 4 ] [ 187 ]             |      |
| Villasor           | Biddesorris           |                                | [ 4 ] [ 188 ]             |      |
| Villaspeciosa      | Biddaspitziosa        |                                | [ 4 ] [ 189 ]             |      |

### Provincia del Sulcis Iglesiente - Provìncia de Carbònia-Igrèsias - Provinsa de Carbònia-Igréxi
Provincia del Sulcis Iglesiente - Provìncia de Surci-Igrèsiente - Provinsa de Surci-Igrèsiente
| Toponimo ufficiale   | Toponimo in sardo     | Delimitazione ambito di tutela | Approvazione del toponimo | Note                                |
| -------------------- | --------------------- | ------------------------------ | ------------------------- | ----------------------------------- |
| Buggerru             | Bugerru               |                                |                           |                                     |
| Calasetta            | Câdesédda             | [ 139 ]                        | [ 4 ] [ 191 ]             | Comune di parlata ligure tabarchina |
| Carbonia             | Carbònia              |                                |                           |                                     |
| Carloforte           | U Pàize               | [ 139 ]                        | [ 4 ] [ 192 ]             | Comune di parlata ligure tabarchina |
| Domusnovas           | Domusnoas             | [ 193 ]                        |                           |                                     |
| Fluminimaggiore      | Frùmini Majori        | [ 139 ]                        |                           |                                     |
| Giba                 | Giba                  |                                |                           |                                     |
| Gonnesa              | Gonnesa               | [ 139 ]                        |                           |                                     |
| Iglesias             | Igresias              |                                |                           |                                     |
| Masainas             | Masainas              | [ 193 ]                        |                           |                                     |
| Musei                | Musei                 | [ 139 ]                        |                           |                                     |
| Narcao               | Narcau                | [ 139 ]                        |                           |                                     |
| Nuxis                | Nuxis                 | [ 139 ]                        |                           |                                     |
| Perdaxius            | Perdaxius             | [ 139 ]                        | [ 4 ] [ 194 ]             |                                     |
| Piscinas             | Piscinas              | [ 139 ]                        | [ 4 ] [ 195 ]             |                                     |
| Portoscuso           | Portescusi            |                                |                           |                                     |
| San Giovanni Suergiu | Santu Giuanni Suergiu | [ 193 ]                        | [ 4 ] [ 196 ]             |                                     |
| Santadi              | Santadi               | [ 139 ]                        |                           |                                     |
| Sant'Anna Arresi     | Arresi                |                                | [ 4 ] [ 197 ]             |                                     |
| Sant'Antioco         | Santu Antiogu         |                                | [ 4 ] [ 198 ]             |                                     |
| Tratalias            | Tratalias             | [ 139 ]                        |                           |                                     |
| Villamassargia       | Bidda Matzràxia       | [ 139 ]                        |                           |                                     |
| Villaperuccio        | Sa Baronìa            |                                |                           |                                     |

## Altri toponimi

### Regioni storiche della Sardegna
- Anglona;
- Barbagia di Belvi / Barbàgia de Brevìe;
- Barbagia di Nuoro/Bitti / Barbagia 'e Nùgoro/Bitzi, S 'ala 'e Nùgoro;
- Barbagia di Ollolai / Barbàgia 'e Ollolai;
- Barbagia di Seùlo / Barbàgia 'e Seùlu;
- Barigadu;
- Le Baronìe / Sa Baronia;
- Campidano di Cagliari / Campidanu de Casteddu;
- Campidano di Oristano / Campidanu de Aristanis;
- Gallura / Gaddùra / Caddùra;
- Goceano / Sa Costèra;
- Logudoro
- Mandrolisai / Barbagia 'e Mandrolisai;
- Marghine;
- Marmilla;
- Meilogu;
- Monreale / Campidanu de Seddori;
- Montacuto;
- Montiferru;
- Nurra;
- Ogliastra / Ogiastra - Ozastra;
- Parteòlla / Partiolla;
- Planargia / Pianàlza;
- Quirra / Chìrra;
- Romangia;
- Sarcidano / Sarcidanu;
- Sarrabus-Gerrei / Sarrabus;
- Sassarese / Su Tataresu;
- Sulcis-Iglesiente / Sa Meurreddìa - S'Igresienti;
- Trexenta.

### Fiumi e laghi
- Cedrino / Cedrinu;
- Cixerri;
- Coghinas / Coghinas / Cucina;
- Flumendosa / Frumendosa;
- Temo / Temu;
- Tirso / Tirsu.

### Montagne
- Gennargentu / 'Ennarghentu;
- Punta La Marmora / Perdas Carpìas - Pedras Carpìdas;
- Monte Limbara / Monte 'e Limbara - Monti di Limbara;
- Montalbo / Montarvu;
- Monte Ortobene / Monte Orthobène;
- Monte Linas / Monte Lias.
- Monte Prama / Mont'e Prama
- Monti dei Sette Fratelli / Seti Fradis

### Isole
- Isola Rossa/Iscra Ruja (NU);
- La Maddalena / Sa Madalena / Madalena;
- Maldiventre / Malu'Entu;
- Tavolara / Taulara.